# 오닐 원기둥

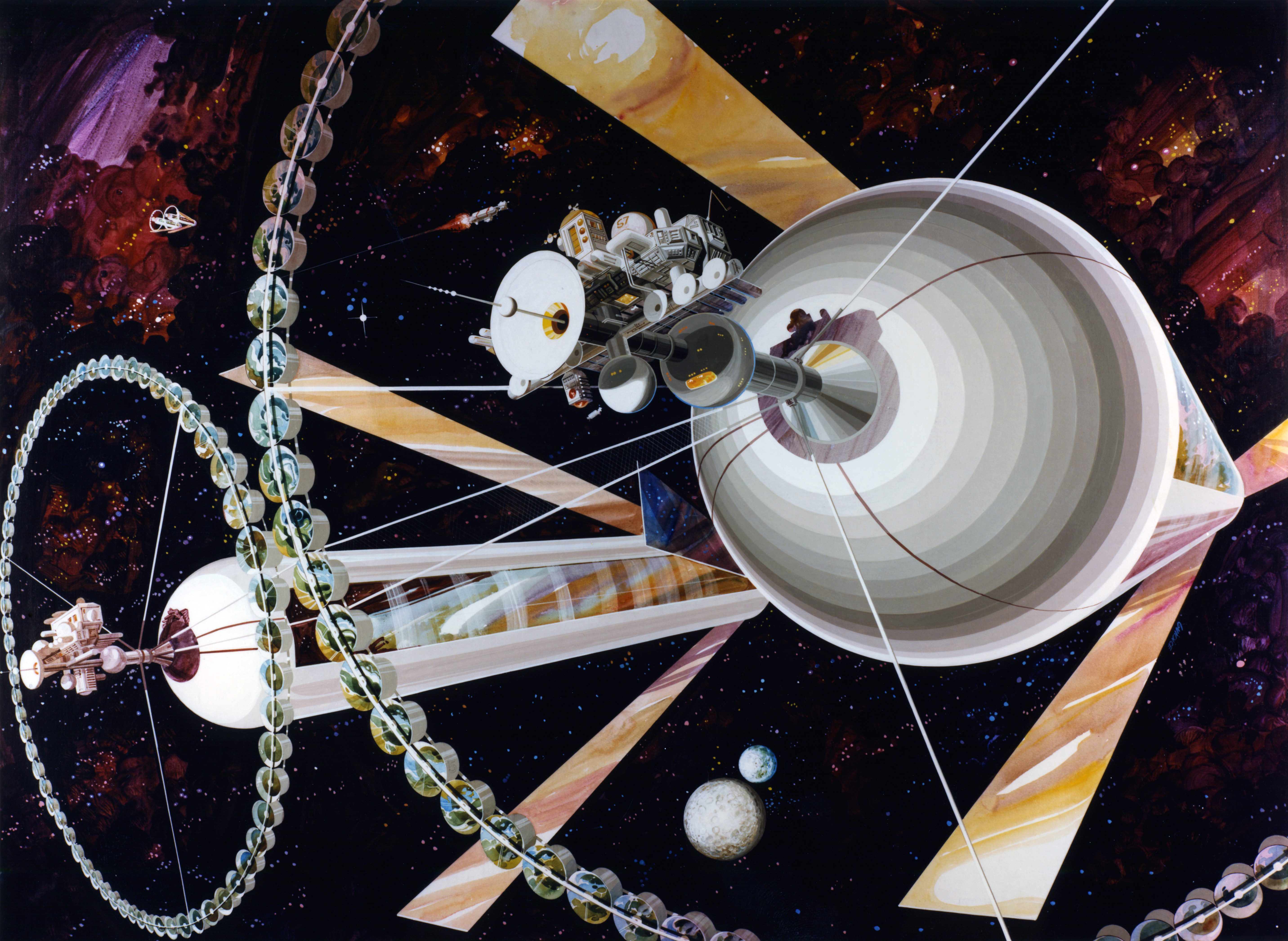

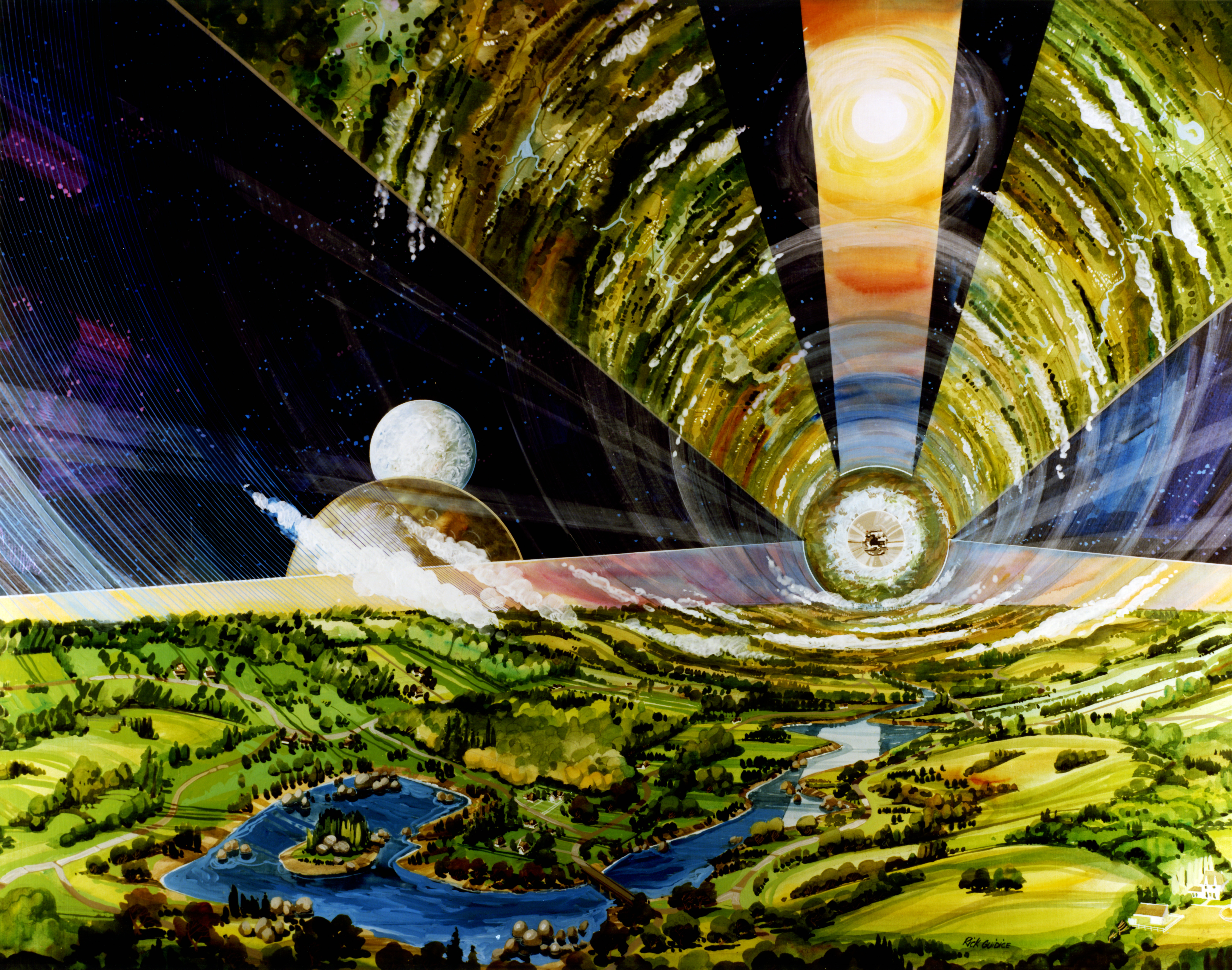

오닐 원기둥(O'Neill cylinder)은 1976년 물리학자 제럴드 키친 오닐이 자기 책에서 제안한 우주 식민지 형태이다. 오닐은 21세기가 되면 달이나 소행성에서 얻은 자원으로 우주 식민지를 건설할 수 있을 것이라 했다.
오닐 원기둥은 한 쌍의 원기둥으로 이루어져 있으며, 두 원기둥은 서로 반대 방향으로 회전한다. 원기둥의 크기는 직경 8 킬로미터 길이 32 킬로미터이고, 원기둥 끝에서 베어링 시스템으로 연결되어 있다. 내부 표면에 인공중력을 형성하기 위해 회전한다.

## 같이 보기
- 다이슨구